# 제이슨 본 (영화)
《제이슨 본》(Jason Bourne)은 2016년에 개봉한 《본 시리즈》의 5번째 작품이다.

## 줄거리
블랙브라이어를 폭로한 지 12년 후에도 전 CIA 요원이자 트레드스톤 요원인 제이슨 본은 계속해서 플래시백에 시달린다. 그는 그리스에서 길거리 싸움으로 생계를 유지하며 세상과 단절된 삶을 산다.
한편, 레이캬비크에서는 전 트레드스톤 기술자 니키 파슨스가 크리스천 다솔이 이끄는 핵티비스트 그룹과 협력하여 CIA 서버를 해킹해 비밀 작전 프로그램을 폭로한다. 그녀는 본이 트레드스톤에 모집된 것과 그의 아버지가 그 과정에서 맡았던 역할에 대한 문서를 발견하고, 그에게 알리기 위해 아테네로 간다.
파슨스의 침입은 CIA 사이버 보안 작전 부서장 헤더 리와 CIA 국장 로버트 듀이에게 경고를 보낸다. 그들은 본과 파슨스를 추적하는 팀을 보낸다. 듀이는 또한 본의 블랙브라이어 폭로의 의도치 않은 결과로 시리아에서 붙잡혀 고문을 당했던 CIA 암살자 "자산"을 보낸다.
본과 파슨스는 아테네 신타그마 광장에서 반정부 시위 중에 만나기로 한다. 본은 CIA가 자신과 파슨스를 모두 찾고 있다는 것을 깨닫고, 그녀를 멀리하기 위해 요원들과 싸운다. 그가 그녀를 안전하게 지키려 노력하는 동안 파슨스는 자산에 의해 치명상을 입는다. 죽기 전에 그녀는 본에게 훔친 CIA 파일이 들어있는 사물함 열쇠를 준다.
자신의 과거와 가족에 대한 답을 원하는 본은 베를린에서 다솔을 찾아 만나고, 다솔은 파일을 해독한다. 본은 그의 아버지 리처드 웹이 트레드스톤 창설에 관여했던 CIA 분석가였다는 것을 알게 된다. 파일에 심어진 악성 소프트웨어를 통해 CIA는 그를 찾아내고, 리는 원격으로 파일을 삭제한다. 다솔이 공격하지만 결국 본에게 제압당한다.
리는 CIA 팀이 접근하고 있음을 본에게 비밀리에 알린다. 그녀는 본의 행동 보고서를 보고 그가 CIA로 돌아오도록 설득될 수 있다고 믿는다. 본은 팀을 피한 다음 런던에서 전 트레드스톤 요원 말콤 스미스를 찾아 패딩턴 플라자에서 만나기로 약속한다.
한편, 리는 듀이의 상관인 국가정보국장 에드윈 러셀을 설득하여 직접 본에게 연락하여 그를 다시 데려오도록 시도한다. 그녀의 계획에 반대하는 듀이는 몰래 자산에게 리의 팀과 그를 제거하도록 지시한다.
본은 스미스를 대면하고, 스미스는 웹이 트레드스톤 창설을 도왔다고 인정한다. 듀이가 웹의 아들 데이비드(즉, 본)를 모집하기 위해 요원들을 보낸 후, 웹은 본이 CIA 암살자가 되는 것을 막기 위해 프로그램을 폭로하겠다고 위협했다. 자산은 듀이의 명령에 따라 베이루트에서 테러 공격으로 위장하여 웹을 살해했고, 이는 CIA가 본을 트레드스톤에 가입시키도록 유도하는 데 도움이 되었다.
본이 스미스를 인간 방패로 사용하자 자산이 끼어들어 스미스를 살해한다. 본은 탈출한 다음 나중에 리를 찾아가고, 리는 다른 이유로 둘 다 듀이가 사라지기를 원한다고 말한다. 그녀는 그를 라스베이거스 컨벤션으로 안내한다.
듀이는 소셜 미디어 거대 기업 딥 드림의 CEO 애런 칼루어와 공개 토론을 할 예정이다. 칼루어는 인터넷 시대 기업의 사회적 책임의 공인된 얼굴이지만, 스타트업 단계에서 듀이의 비밀 자금을 지원받았다.
듀이는 딥 드림을 실시간 대중감시에 사용하고, CIA의 표적 암살 "베타" 프로그램의 최신 버전, 즉 암살자가 목표물에 도달하기 위해 누구든 살해할 수 있는 블랙브라이어의 더 잔혹한 버전을 사용하려고 한다. 그러나 칼루어는 CIA에 딥 드림 접근 권한을 주지 않기로 결정한다. 듀이는 리가 본을 돕고 있다는 것을 알게 된 후 자산에게 칼루어와 리를 모두 암살하도록 허가한다.
본은 암살을 저지하고, 여러 CIA 요원과 싸운 끝에 결국 듀이의 스위트룸에서 그를 대면한다. 듀이는 매복을 시도하지만 리에게 살해당한다. 본은 리의 개입을 은폐하는 데 동의한 다음 자산을 추격한다. 그들은 리비에라 카지노에 충돌하고, 결국 하수구로 들어가 그곳에서 본이 자산을 죽이는 것으로 싸움이 끝난다.
얼마 후, 리는 러셀에게 새로운 CIA 국장으로 자원한다. 그녀는 본을 기관으로 다시 데려올 계획을 설명하며, 그가 거부하면 그를 죽일 준비가 되어 있다고 말한다. 리는 본과 직접 만나고, 본은 제안을 고려하겠다고 말한다. 그녀는 차로 돌아와 러셀과의 대화 녹음테이프를 발견한다. 본은 리를 뒤따랐고, 직접 만났을 때 그녀의 진짜 의도를 알고 있었던 것이다. 그리고 본은 다시 사라진다.

## 출연
- 맷 데이먼 - 제이슨 본 / 데이비드 웹 역
- 알리시아 비칸데르 - 헤더 리 역
- 뱅상 카셀 - 저격수 역
- 줄리아 스타일스 - 니키 파슨스 역
- 토미 리 존스 - 로버트 듀이 역
- 아토 에산도 - 크레이그 제퍼스 역
- 리즈 아메드 - 에런 캘루어 역
- 네브 가체브 - CIA 요원 역
- 빌 캠프 - 맬컴 스미스 역
- 알렉산더 쿠퍼 - 도시 근로자 역
- 스티븐 컨큰 - 보먼 역
- 트레버 화이트 - 콜리어 역
- 라스코 앳킨스 - 회의 참석자 역
- 스콧 셰퍼드 - 에드윈 러셀 역
- 폴 테리 - 베어 너클 파이트 펀터 역
- 에이미 드 브런 - 허브 테크 역
- 빈젠즈 키퍼 - 크리스찬 다쏘 역
- 코다베 아키에 - 허브 테크 역
- 조 케나드 - 아테네 브라보 요원 역
- 그레그 헨리 - 리처드 웹 역
- 로버트 스탠튼 - 정부 변호사 역